# Ambasciata delle Due Sicilie presso la Santa Sede
L'Ambasciata reale delle Due Sicilie presso la Santa Sede era la missione diplomatica del Regno delle Due Sicilie nello Stato Pontificio, presso la Santa Sede.

## La sede
La sede era presso Palazzo Farnese a Roma, all'epoca proprietà dei Borbone di Napoli, poiché il re Carlo VII di Napoli, lo ereditò da sua madre, ultima discendente della famiglia Farnese, Elisabetta.

## Cronologia degli agenti diplomatici

### Missioni straordinarie
- Mons. Emanuele Valguarnera (25 maggio 1814 - 5 novembre 1814), inviato straordinario[1]
- Pietro Maria d'Agostino (23 luglio 1814 - 15 maggio 1815) inviato straordinario (de iure)
- Filippo Accarisi (31 agosto 1814 - 5 luglio 1815), inviato straordinario (de facto)

#### Inizio delle relazioni ufficiali
| Nome e Cognome                                              | Rango diplomatico         | Accreditamento   | Termine          |
| ----------------------------------------------------------- | ------------------------- | ---------------- | ---------------- |
| Tommaso Francesco Spinelli Barrile, IX marchese di Fuscaldo | Ministro plenipotenziario | 20 giugno 1815   | 21 gennaio 1830  |
| 1830 - 1832 sede vacante                                    |                           |                  |                  |
| Giuseppe Costantino Ludolf                                  | Ministro plenipotenziario | 20 dicembre 1832 | 20 dicembre 1860 |
| Fine del Regno delle Due Sicilie                            |                           |                  |                  |

### Consoli generali
Presso Villa Farnesina risiedeva invece il Console Generale.
- Filippo Accarisi (5 luglio 1815 - ?)